# Gil Vicente Futebol Clube
Il Gil Vicente Futebol Clube, meglio noto come Gil Vicente, è una società calcistica portoghese con sede nella città di Barcelos. Milita nella Primeira Liga, la principale divisione di calcio maschile campionato portoghese di calcio.
Il club conta 15 presenze nella massima serie portoghese.

## Storia
Fondata nel 1924, è così chiamata dal nome del teatro vicino al quale giocava il gruppo di fondatori, teatro intitolato al drammaturgo portoghese Gil Vicente. Il miglior risultato della squadra in campionato risale alla stagione 1999-2000, quando si piazzò al 5º posto in massima divisione. Nella stagione 2005-2006 è stata retrocessa in seconda divisione dalla giustizia portoghese per via di irregolarità nell'acquisto del calciatore Mateus.
Nel 2019 la Federcalcio chiede la reintegrazione del Gil Vicente nel campionato a partire dalla stagione 2019-2020, indipendentemente dal risultato conseguito dalla squadra militante in terza divisione. A seguito dell'annullamento della pena nei confronti del club, che nella stagione sportiva 2005-2006 venne retrocessa d'ufficio per aver schierato il centrocampista angolano Mateus, il cui tesseramento all'epoca dei fatti fu ritenuto irregolare, la squadra è stata protagonista del doppio salto di categoria. La situazione che si è trascinata negli anni, col braccio di ferro fra la Federazione e la Lega portoghese, si è conclusa con reintegrazione nella Primeira Liga 2019-2020, iniziata con una vittoria contro il titolato Porto per 2-1 nella prima giornata. 
Ha raggiunto per la prima volta nella sua storia la finale di Taça da Liga nella stagione 2011-2012, perdendo contro il Benfica. Nella stagione 2021-22 il Gil Vincente si piazza al 5º posto in classifica, ottenendo una clamorosa e storica qualificazione in Conference League.

## Cronistoria
| Stag.     | Serie | Pos. | G  | V  | N  | P  | GF | GS | Pt. | Coppa                | Note                       |
| --------- | ----- | ---- | -- | -- | -- | -- | -- | -- | --- | -------------------- | -------------------------- |
| 1990-1991 | 1D    | 13   | 38 | 11 | 11 | 16 | 34 | 46 | 33  |                      |                            |
| 1991-1992 | 1D    | 13   | 34 | 11 | 7  | 16 | 26 | 42 | 29  |                      |                            |
| 1992-1993 | 1D    | 9    | 34 | 12 | 7  | 15 | 34 | 42 | 31  |                      |                            |
| 1993-1994 | 1D    | 10   | 34 | 10 | 11 | 13 | 27 | 47 | 31  |                      |                            |
| 1994-1995 | 1D    | 13   | 34 | 7  | 13 | 14 | 30 | 40 | 27  |                      |                            |
| 1995-1996 | 1D    | 12   | 34 | 9  | 9  | 6  | 31 | 49 | 36  |                      |                            |
| 1996-1997 | 1D    | 18   | 34 | 4  | 7  | 23 | 29 | 74 | 19  |                      | retrocesso                 |
| 1997-1998 | 2H    | 4    | 34 | 16 | 12 | 6  | 44 | 23 | 60  |                      |                            |
| 1998-1999 | 2H    | 1    | 34 | 20 | 8  | 6  | 58 | 24 | 68  |                      | promosso                   |
| 1999-2000 | 1D    | 5    | 34 | 14 | 11 | 9  | 48 | 34 | 53  |                      | miglior risult. di sempre  |
| 2000-2001 | 1D    | 14   | 34 | 10 | 7  | 17 | 34 | 41 | 37  |                      |                            |
| 2001-2002 | 1D    | 12   | 34 | 10 | 8  | 16 | 42 | 56 | 38  |                      |                            |
| 2002-2003 | 1D    | 8    | 34 | 13 | 5  | 16 | 42 | 53 | 44  |                      |                            |
| 2003-2004 | 1D    | 12   | 34 | 10 | 10 | 14 | 43 | 40 | 40  |                      |                            |
| 2004-2005 | 1D    | 13   | 34 | 11 | 7  | 16 | 34 | 40 | 40  |                      |                            |
| 2005-2006 | 1D    | 12   | 34 | 11 | 7  | 16 | 37 | 42 | 40  | 32esimi              | retrocesso                 |
| 2006–2007 | 2H    | 12   | 30 | 12 | 9  | 9  | 27 | 27 | 36  |                      |                            |
| 2007–2008 | 2H    | 4    | 30 | 13 | 11 | 6  | 43 | 34 | 50  | Quarti di finale     |                            |
| 2008–2009 | 2H    | 9    | 30 | 8  | 14 | 8  | 36 | 37 | 38  | Quarti di finale     |                            |
| 2009–2010 | 2H    | 10   | 30 | 9  | 11 | 10 | 36 | 32 | 38  | Quarto turno         |                            |
| 2010–2011 | 2H    | 1    | 30 | 15 | 10 | 5  | 55 | 38 | 55  | Terzo turno          | Promosso                   |
| 2011–2012 | 1D    | 9    | 30 | 8  | 10 | 12 | 31 | 42 | 34  | Terzo turno          |                            |
| 2012–2013 | 1D    | 13   | 30 | 6  | 7  | 17 | 31 | 54 | 25  | Quarti di finale     |                            |
| 2013-2014 | 1D    | 13   | 30 | 8  | 7  | 15 | 23 | 37 | 31  | Ottavi di finale     |                            |
| 2014-2015 | 1D    | 17   | 34 | 4  | 11 | 9  | 25 | 59 | 23  | Quarti di finale     | Retrocesso                 |
| 2015-2016 | 2H    | 11   | 46 | 16 | 14 | 16 | 58 | 56 | 62  | Semifinale           |                            |
| 2016-2017 | 2H    | 13   | 42 | 13 | 17 | 12 | 47 | 49 | 56  | Quarto turno         |                            |
| 2017-2018 | 2H    | 19   | 38 | 8  | 12 | 18 | 29 | 45 | 36  | Secondo turno        | Retrocesso                 |
| 2018-2019 | 3CP   | 0    | 0  | 0  | 0  | 0  | 0  | 0  | 0   | Secondo turno        | Ripescato in Primeira Liga |
| 2019-2020 | 1D    | 10   | 34 | 11 | 10 | 13 | 40 | 44 | 43  | Quarto turno         |                            |
| 2020-2021 | 1D    | 11   | 34 | 11 | 6  | 17 | 33 | 42 | 39  | Quarti di finale     |                            |
| 2021-2022 | 1D    | 5    | 34 | 13 | 12 | 9  | 47 | 42 | 51  | Sedicesimi di finale |                            |
| 2022-2023 | 1D    | 13   | 34 | 10 | 7  | 17 | 32 | 41 | 37  | Sedicesimi di finale |                            |
| 2023-2024 | 1D    | 12   | 34 | 9  | 9  | 16 | 42 | 52 | 36  | Quarti di finale     |                            |

- 1D: Superliga portoghese; 2H: Liga de Honra; 3CP: Campeonato de Portugal

## Palmarès

### Competizioni nazionali
- Segunda Liga: 2

1998-1999, 2010-2011

### Altri piazzamenti
- Coppa del Portogallo:

Semifinalista: 1976-1977, 2015-2016
- Coppa di Lega portoghese:

Finalista: 2011-2012

## Allenatori
- José Maria Furtado (1974–75)
- José Carlos (1986–88)
- Mário Reis (1988–89)
- Rodolfo Reis (1989–91)
- António Oliveira (1° lug 1991 – 30 giu 1992)
- Vítor Oliveira (1992–95)
- Bernardino Pedroto (1995–96)
- Fernando Festas (1996–97)
- Diamantino Miranda (1997–98)
- Henrique Nunes (1998)
- Álvaro Magalhães (1998–00)
- Luís Campos (2000–02)
- Vítor Oliveira (2002–03)
- Luís Campos (1° lug 2003 – 28 ott 2004)

- Ulisses Morais (28 ott 2004 – 7 mar 2006)
- Paulo Alves (7 mar 2006 – 15 magg 2008)
- Manuel Gomes (26 magg 2008 – 17 nov 2008)
- Manuel Ribeiro (interim) (18 nov 2008 – 16 febb 2009)
- João Eusébio (17 febb 2009 – 25 magg 2009)
- Rui Quinta (6 giu 2009 – 27 febb 2010)
- Paulo Alves (5 mar 2010 – 13 magg)
- João de Deus (30 mag 2013 – 31 ago 2014)
- José Mota (2 sett 2014 – 26 mag 2015)
- Nandinho (28 mag 2015 – 11 mag 2016)
- Vítor Oliveira (2019–2020)
- Rui Almeida (luglio 2020 – novembre 2020)
- Ricardo Soares (13 novembre 2020 - 14 novembre 2022)
- Daniel Sousa (16 novembre 2022 - 30 giugno 2023)
- Vítor Campelos (1º luglio 2023 - oggi)

## Organico

### Rosa 2025-2026
Aggiornata al 14 agosto 2025.
| N. |                           | Ruolo | Calciatore      |
| -- | ------------------------- | ----- | --------------- |
| 2  | Portogallo (bandiera)     | D     | Zé Carlos       |
| 4  | Francia (bandiera)        | D     | Marvin Elimbi   |
| 5  | Argentina (bandiera)      | D     | Facundo Cáseres |
| 6  | Perù (bandiera)           | C     | Jesús Castillo  |
| 8  | Costa d'Avorio (bandiera) | C     | Mohamed Bamba   |
| 7  | Francia (bandiera)        | C     | Tidjany Touré   |
| 9  | Spagna (bandiera)         | A     | Jorge Aguirre   |
| 15 | Sudafrica (bandiera)      | C     | Yaya Sithole    |
| 18 | Portogallo (bandiera)     | C     | João Teixeira   |
| 19 | Spagna (bandiera)         | C     | Santi García    |
| 20 | Brasile (bandiera)        | A     | Cauê            |
| 22 | Spagna (bandiera)         | C     | Sergio Bermejo  |
| 23 | Portogallo (bandiera)     | D     | Josué Sá        |
| 24 | Costa d'Avorio (bandiera) | C     | Mory Gbane      |

| N. |                           | Ruolo | Calciatore              |
| -- | ------------------------- | ----- | ----------------------- |
| 26 | Portogallo (bandiera)     | D     | Rúben Fernandes         |
| 29 | Brasile (bandiera)        | A     | Carlos Eduardo          |
| 33 | Portogallo (bandiera)     | C     | João Marques            |
| 39 | Angola (bandiera)         | D     | Jonathan Buatu          |
| 42 | Brasile (bandiera)        | P     | Andrew                  |
| 45 | Francia (bandiera)        | D     | Jonathan Mutombo Mawesi |
| 51 | Serbia (bandiera)         | P     | Miloš Gordić            |
| 57 | Portogallo (bandiera)     | D     | Sandro Cruz             |
| 71 | Portogallo (bandiera)     | C     | Félix Correia           |
| 77 | Spagna (bandiera)         | A     | Jordi Mboula            |
| 88 | Brasile (bandiera)        | D     | Kazu                    |
| 90 | Portogallo (bandiera)     | A     | Pablo                   |
| 99 | Portogallo (bandiera)     | P     | Brian Araújo            |
|    | Costa d'Avorio (bandiera) | D     | Ghislain Konan          |

### Rosa 2024-2025
Aggiornata al 24 gennaio 2025.
| N. |                           | Ruolo | Calciatore      |
| -- | ------------------------- | ----- | --------------- |
| 2  | Portogallo (bandiera)     | D     | Zé Carlos       |
| 4  | Francia (bandiera)        | D     | Marvin Elimbi   |
| 5  | Argentina (bandiera)      | D     | Facundo Cáseres |
| 6  | Perù (bandiera)           | C     | Jesús Castillo  |
| 8  | Costa d'Avorio (bandiera) | C     | Mohamed Bamba   |
| 7  | Francia (bandiera)        | C     | Tidjany Touré   |
| 9  | Spagna (bandiera)         | A     | Jorge Aguirre   |
| 10 | Giappone (bandiera)       | C     | Kanya Fujimoto  |
| 15 | Sudafrica (bandiera)      | C     | Yaya Sithole    |
| 18 | Portogallo (bandiera)     | C     | João Teixeira   |
| 19 | Spagna (bandiera)         | C     | Santi García    |
| 20 | Brasile (bandiera)        | A     | Cauê            |
| 22 | Spagna (bandiera)         | C     | Sergio Bermejo  |
| 23 | Portogallo (bandiera)     | D     | Josué Sá        |

| N. |                           | Ruolo | Calciatore              |
| -- | ------------------------- | ----- | ----------------------- |
| 24 | Costa d'Avorio (bandiera) | C     | Mory Gbane              |
| 26 | Portogallo (bandiera)     | D     | Rúben Fernandes         |
| 29 | Brasile (bandiera)        | A     | Carlos Eduardo          |
| 33 | Portogallo (bandiera)     | C     | João Marques            |
| 39 | Angola (bandiera)         | D     | Jonathan Buatu          |
| 42 | Brasile (bandiera)        | P     | Andrew                  |
| 45 | Francia (bandiera)        | D     | Jonathan Mutombo Mawesi |
| 51 | Serbia (bandiera)         | P     | Miloš Gordić            |
| 57 | Portogallo (bandiera)     | D     | Sandro Cruz             |
| 71 | Portogallo (bandiera)     | C     | Félix Correia           |
| 77 | Spagna (bandiera)         | A     | Jordi Mboula            |
| 88 | Brasile (bandiera)        | D     | Kazu                    |
| 90 | Portogallo (bandiera)     | A     | Pablo                   |
| 99 | Portogallo (bandiera)     | P     | Brian Araújo            |

### Rosa 2023-2024
Aggiornata al 16 gennaio 2024.
| N. |                           | Ruolo | Calciatore       |
| -- | ------------------------- | ----- | ---------------- |
| 1  | Brasile (bandiera)        | P     | Vinicius         |
| 2  | Portogallo (bandiera)     | D     | Zé Carlos        |
| 5  | Portogallo (bandiera)     | D     | Kiko             |
| 6  | Perù (bandiera)           | C     | Jesús Castillo   |
| 7  | Francia (bandiera)        | C     | Tidjany Touré    |
| 8  | Svizzera (bandiera)       | C     | Maxime Dominguez |
| 9  | Iran (bandiera)           | A     | Ali Alipour      |
| 10 | Giappone (bandiera)       | C     | Kanya Fujimoto   |
| 12 | Portogallo (bandiera)     | P     | Brian Araújo     |
| 13 | Brasile (bandiera)        | D     | Gabriel Pereira  |
| 14 | Costa Rica (bandiera)     | C     | Roan Wilson      |
| 16 | Portogallo (bandiera)     | C     | André Simões     |
| 19 | Brasile (bandiera)        | A     | Jucélio          |
| 23 | Portogallo (bandiera)     | D     | Leonardo Buta    |
| 24 | Costa d'Avorio (bandiera) | C     | Mory Gbane       |
| 25 | Portogallo (bandiera)     | C     | Pedro Tiba       |

| N. |                       | Ruolo | Calciatore        |
| -- | --------------------- | ----- | ----------------- |
| 26 | Portogallo (bandiera) | D     | Rúben Fernandes   |
| 27 | Portogallo (bandiera) | A     | Miguel Monteiro   |
| 29 | Angola (bandiera)     | D     | Depú              |
| 33 | Russia (bandiera)     | P     | Stanislav Kricjuk |
| 35 | Brasile (bandiera)    | D     | Felipe Silva      |
| 39 | Angola (bandiera)     | D     | Jonathan Buatu    |
| 42 | Brasile (bandiera)    | P     | Andrew            |
| 58 | Brasile (bandiera)    | D     | Thomas Luciano    |
| 67 | Brasile (bandiera)    | D     | Alex Pinto        |
| 70 | Portogallo (bandiera) | C     | Félix Correia     |
| 76 | Portogallo (bandiera) | C     | Martim Neto       |
| 77 | Brasile (bandiera)    | A     | Murilo            |
| 78 | Angola (bandiera)     | A     | Miro              |
| 88 | Brasile (bandiera)    | D     | Kazu              |
| 90 | Portogallo (bandiera) | C     | Afonso Moreira    |

### Rosa 2022-2023
Aggiornata al 1º febbraio 2023.
| N. |                       | Ruolo | Calciatore        |
| -- | --------------------- | ----- | ----------------- |
| 1  | Russia (bandiera)     | P     | Stanislav Kricjuk |
| 4  | Portogallo (bandiera) | D     | Né Lopes          |
| 5  | Togo (bandiera)       | D     | Emmanuel Hackman  |
| 6  | Brasile (bandiera)    | D     | Lucas Barros      |
| 7  | Francia (bandiera)    | A     | Bilel Aouacheria  |
| 8  | Georgia (bandiera)    | C     | Giorgi Aburjania  |
| 9  | Spagna (bandiera)     | A     | Fran Navarro      |
| 10 | Giappone (bandiera)   | C     | Kanya Fujimoto    |
| 11 | Portogallo (bandiera) | A     | Boubacar Hanne    |
| 12 | Portogallo (bandiera) | P     | Brian Araújo      |
| 15 | Portogallo (bandiera) | C     | Carraça           |
| 17 | Spagna (bandiera)     | A     | Kevin Villodres   |
| 18 | Giappone (bandiera)   | C     | Mizuki Arai       |

| N. |                       | Ruolo | Calciatore          |
| -- | --------------------- | ----- | ------------------- |
| 19 | Spagna (bandiera)     | D     | Adrián Marín        |
| 20 | Uruguay (bandiera)    | A     | Juan Manuel Boselli |
| 21 | Brasile (bandiera)    | C     | Vitor Carvalho      |
| 25 | Portogallo (bandiera) | C     | Pedro Tiba          |
| 26 | Portogallo (bandiera) | D     | Rúben Fernandes     |
| 30 | Iran (bandiera)       | A     | Ali Alipour         |
| 33 | Brasile (bandiera)    | D     | Guilherme Souza     |
| 42 | Brasile (bandiera)    | P     | Andrew              |
| 55 | Portogallo (bandiera) | D     | Henrique Gomes      |
| 57 | Brasile (bandiera)    | C     | Matheus Bueno       |
| 72 | Portogallo (bandiera) | D     | Tomás Araújo        |
| 77 | Brasile (bandiera)    | A     | Murilo              |
| 93 | Brasile (bandiera)    | A     | Élder Santana       |

### Rosa 2021-2022
| N. |                       | Ruolo | Calciatore       |
| -- | --------------------- | ----- | ---------------- |
| 1  | Portogallo (bandiera) | P     | Žiga Frelih      |
| 2  | Portogallo (bandiera) | D     | Zé Carlos        |
| 3  | Brasile (bandiera)    | D     | Lucas Cunha      |
| 4  | Brasile (bandiera)    | D     | Diogo Silva      |
| 5  | Ghana (bandiera)      | D     | Emmanuel Hackman |
| 6  | Brasile (bandiera)    | C     | João Afonso      |
| 7  | Francia (bandiera)    | C     | Bilel Aouacheria |
| 8  | Portogallo (bandiera) | C     | Pedrinho         |
| 9  | Spagna (bandiera)     | A     | Fran Navarro     |
| 10 | Giappone (bandiera)   | C     | Kanya Fujimoto   |
| 11 | Francia (bandiera)    | C     | Antoine Léautey  |
| 12 | Portogallo (bandiera) | P     | Brian Araújo     |
| 15 | Georgia (bandiera)    | C     | Giorgi Aburjania |
| 17 | Portogallo (bandiera) | A     | Boubacar Hanne   |

| N. |                       | Ruolo | Calciatore                 |
| -- | --------------------- | ----- | -------------------------- |
| 19 | Colombia (bandiera)   | A     | Juan Calero                |
| 20 | Portogallo (bandiera) | C     | João Caiado                |
| 21 | Brasile (bandiera)    | C     | Vitor Carvalho             |
| 26 | Portogallo (bandiera) | D     | Rúben Fernandes (capitano) |
| 27 | Brasile (bandiera)    | A     | Marcelo dos Santos         |
| 31 | Portogallo (bandiera) | D     | Talocha                    |
| 33 | Portogallo (bandiera) | D     | Iago Maidana               |
| 42 | Brasile (bandiera)    | P     | Andrew                     |
| 55 | Portogallo (bandiera) | D     | Henrique Gomes             |
| 57 | Brasile (bandiera)    | C     | Matheus Bueno              |
| 77 | Brasile (bandiera)    | C     | Murilo                     |
| 93 | Portogallo (bandiera) | A     | Élder Santana              |
| 99 | Brasile (bandiera)    | A     | André Liberal              |

### Rosa 2020-2021
| N. |                       | Ruolo | Calciatore       |
| -- | --------------------- | ----- | ---------------- |
| 1  | Brasile (bandiera)    | P     | Denis            |
| 2  | Portogallo (bandiera) | D     | Joel Pereira     |
| 3  | Senegal (bandiera)    | C     | Souleymane Aw    |
| 4  | Brasile (bandiera)    | D     | Diogo Silva      |
| 5  | Brasile (bandiera)    | D     | Rodrigão         |
| 6  | Brasile (bandiera)    | C     | João Afonso      |
| 7  | Brasile (bandiera)    | A     | Lourency         |
| 8  | Portogallo (bandiera) | C     | Claude Gonçalves |
| 9  | Brasile (bandiera)    | A     | Miullen          |
| 10 | Iraq (bandiera)       | A     | Alaa Abbas       |
| 11 | Francia (bandiera)    | C     | Antoine Léautey  |
| 12 | Portogallo (bandiera) | P     | Brian Araújo     |
| 17 | Portogallo (bandiera) | A     | Boubacar Hanne   |
| 19 | Portogallo (bandiera) | C     | Pedrinho         |
| 20 | Giappone (bandiera)   | C     | Kanya Fujimoto   |

| N. |                       | Ruolo | Calciatore                 |
| -- | --------------------- | ----- | -------------------------- |
| 21 | Brasile (bandiera)    | C     | Vitor Carvalho             |
| 22 | Senegal (bandiera)    | A     | Yves Baraye                |
| 23 | Colombia (bandiera)   | D     | Edwin Banguera             |
| 24 | Francia (bandiera)    | P     | Quentin Beunardeau         |
| 25 | Brasile (bandiera)    | C     | Lucas Mineiro              |
| 26 | Portogallo (bandiera) | D     | Rúben Fernandes (capitano) |
| 27 | Brasile (bandiera)    | C     | Leandrinho                 |
| 29 | Brasile (bandiera)    | A     | Samuel Lino                |
| 31 | Portogallo (bandiera) | D     | Talocha                    |
| 43 | Portogallo (bandiera) | A     | Pedro Marques              |
| 44 | Brasile (bandiera)    | D     | Ygor Nogueira              |
| 55 | Portogallo (bandiera) | D     | Henrique Gomes             |
| 77 | Portogallo (bandiera) | D     | Paulinho                   |
| 97 | Brasile (bandiera)    | D     | Guilherme Mantuan          |

### Rosa 2016-2017
| N. |                           | Ruolo | Calciatore         |
| -- | ------------------------- | ----- | ------------------ |
| 1  | Capo Verde (bandiera)     | P     | Ivan Somada        |
| 3  | Brasile (bandiera)        | D     | Luiz Eduardo       |
| 4  | Portogallo (bandiera)     | D     | Sandro Costa       |
| 5  | Brasile (bandiera)        | D     | Yan Paixão         |
| 6  | Portogallo (bandiera)     | C     | Reko               |
| 7  | Brasile (bandiera)        | C     | Arthur             |
| 9  | Portogallo (bandiera)     | A     | João Pedro         |
| 10 | Argentina (bandiera)      | A     | Jonathan Rubio     |
| 11 | Georgia (bandiera)        | C     | Avtandil Ebralidze |
| 14 | Senegal (bandiera)        | C     | Abou Touré         |
| 15 | Costa d'Avorio (bandiera) | C     | Kassé Kódjo        |
| 18 | Brasile (bandiera)        | A     | Hugo Ragelli       |
| 21 | Portogallo (bandiera)     | D     | Henrique Brito     |

| N. |                           | Ruolo | Calciatore         |
| -- | ------------------------- | ----- | ------------------ |
| 22 | Portogallo (bandiera)     | D     | Pedro Lemos        |
| 24 | Portogallo (bandiera)     | D     | Ricardinho         |
| 26 | Sierra Leone (bandiera)   | C     | Rodney Strasser    |
| 28 | Brasile (bandiera)        | C     | Bruno Dybal        |
| 33 | Brasile (bandiera)        | D     | Jefferson Oliveira |
| 37 | Brasile (bandiera)        | D     | Bruno Fonseca      |
| 45 | Portogallo (bandiera)     | A     | Paulinho           |
| 80 | Costa d'Avorio (bandiera) | C     | Serge Brou         |
| 86 | Capo Verde (bandiera)     | P     | Vozinha            |
| 90 | Portogallo (bandiera)     | P     | Júlio Neiva        |
| 96 | Brasile (bandiera)        | D     | Daniel Vançan      |
| 99 | Guinea-Bissau (bandiera)  | D     | Maudo              |